# Dendrochilum papillitepalum
Dendrochilum papillitepalum är en orkidéart som beskrevs av Jeffrey James Wood. Dendrochilum papillitepalum ingår i släktet Dendrochilum och familjen orkidéer. Inga underarter finns listade i Catalogue of Life.